# ارنست استوارد
ارنست استوارد (انگلیسی: Ernest Steward; ۱۱ سپتامبر ۱۹۱۰ – ۸ آوریل ۱۹۹۰) فیلم‌بردار اهل بریتانیا بود.

## فیلم‌شناسی
- ادامه بده… تا بالای خیبر
- ده سرخ‌پوست کوچولو
- شخص خیلی مهم
- ۳۹ پله
- داستان دو شهر
- دردسر در فروشگاه
- ملاقات با ونوس
- توطئه قلب‌ها